# Service large bande de transmission de données
Le Service large bande de transmission de données, ou SMDS (pour Switched Multimegabit Data Service) est utilisé pour les réseaux métropolitains et aussi en tant qu'interface d'accès au protocole ATM, dans le but de transmettre des données informatiques.